# El originista
"El originista" (título original en inglés: "The Originist") es una novela corta del escritor estadosunidense de ciencia ficción Orson Scott Card, publicado en 1989 en la colección de cuentos Asimov y sus amigos. En torno a Fundación. La novela corta, que contiene un aproximado de 100 páginas, narra la historia del científico Leyel Forska, su relación con Hari Seldon y el modo como aquel se integró en el núcleo de la Segunda Fundación por deseo de éste.

## Argumento
Leyel Forska es el protagonista central y es presentado por el autor como el otro gran genio científico de una época que se caracteriza por la decadencia intelectual del Imperio Galáctico. El campo de estudio de Forska es el originismo, es decir, la disciplina que trata del "Origen de la especie humana en el planeta cero", vale decir, la incógnita Tierra. Forska está obsesionado por definir qué elemento es aquel que ha hecho humano al grupo de primates al que pertenece la humanidad. Dueño de una inmensa fortuna personal, Forska ha gastado una buena parte de ella en restaurar viejos archivos milenarios de las bibliotecas de la galaxia.
También Leyel pertenece a la aristocracia y es amigo de infancia de Rom Divart, el cual es a su vez miembro de una de las más influyentes familias y enemigo de Linge Chen, el presidente de la Comisión de Seguridad Pública, que gobierna el Imperio tras varios emperadores-niños. Forska es casado con Deet, otra importante investigadora en el área de la sociología y cuyos aportes han nutrido los propios estudios de Hari Seldon. Deet está estrechamente relacionada con los bibliotecarios de la Biblioteca Imperial y es una miembro secreta de la incipiente Segunda Fundación.
El drama surge cuando Forska hace una petición a su viejo amigo Hari Seldon para que lo integre en su Fundación para la Enciclopedia Galáctica, exiliada en Términus. La petición es denegada, pues Seldon tiene el propósito de insertar a Leyel en su Segunda Fundación con sede en Trántor y a la que pertenece su esposa.
Por su parte, Linge Chen ha decidido despojar de su fortuna a Forska, en venganza por el público apoyo que ha demostrado a Hari en ocasión de su funeral, funeral que el científico pagó y en el cual dio un sentido discurso. A su vez, Rom Divart le anuncia a Forska su intención de derribar próximamente a Chen.
Mientras, su esposa Deet consigue atraerlo al seno de la Segunda Fundación, la cual es dirigida por Zay Wax, Primera Oradora. Zay y Deet ponen al servicio de Forska a todo el personal de referencistas de la Biblioteca con el objetivo de facilitar su investigación, la que concluye con éxito. Sobre la misma se le revela el secreto de la Segunda Fundación y las primeras maniobras políticas que realiza en pos de la ejecución del Plan Seldon. Leyel comprende que su verdadero rol está al servicio de la Segunda Fundación y junto a su esposa Deet.
Paralelo a todo esto, Rom Divart, influido por los agentes de la Segunda Fundación, lleva a cabo un golpe palaciego y derroca a Chen, quien es ejecutado.

## Relación con el Universo de la Fundación
La historia está inmersa en el universo que constituye la Serie de la Fundación de Isaac Asimov y matiza el aplastante dominio intelectual que ejerce Hari Seldon sobre su época. La obra recrea una serie de hechos que son clave en la Serie de la Fundación: la muerte de Seldon, la caída del inefable Linge Chen y los primeros pasos de la Segunda Fundación, ya plenamente estructurada y operativa. 
Pero también expone en forma abundante el mundo interior de Leyel Forska. El autor nos recrea con la descripción de su subjetividad, las emociones, sentimientos y pensamientos del protagonista, y cuyo motivo central es el amor y las dudas de pareja que siente hacia Deet.
En forma amena la novela está sazonada con una metódica investigación científica -tal como se entiende una obra de ciencia ficción- en el campo de la evolución lingüística y la dinámica de las comunidades, investigación tendiente a desentrañar el misterio del origen humano.
La novela se pasea mostrando un elaborado cuadro descriptivo de las principales investigaciones realizadas por diversos autores en diferentes épocas del Imperio Galáctico. Finalmente, en la más pura línea de la ficción científica, el protagonista llega a la conclusión de que el elemento diferenciador que originó a la especie humana es la formación de una comunidad primordial formada nada menos que por los niños, los cuales han compartido desde el principio de los tiempos usos, modismos y costumbres que se han transmitido de una generación a otra, formando la más estable de las comunidades.

## La novela corta como homenaje
La novela corta es un homenaje en vida a Asimov, homenaje que éste aceptó de muy buena gana. A pesar de ligeras inconsistencias con la Serie de la Fundación (Scott Card la escribió antes de que Asimov escribiera sus dos precuelas, relacionadas con la vida de Hari Seldon: Preludio a la Fundación y Hacia la Fundación), El originista constituye un relato brillante y conclusivo que se engarza bien con el universo literario del maestro norteamericano. Un significativo homenaje a los mundos narrativos de Asimov y que da fe de la imaginación de Scott Card.